# Ertugliflozina
Ertugliflozina, es comercializada bajo la marca Steglatro, es un medicamento utilizado para tratar la diabetes tipo 2. Se utiliza junto con dieta y ejercicio. Se toma por vía oral. Este medicamento no debe utilizarse en personas con diabetes tipo 1.
Los efectos secundarios de este medicamento incluyen infecciones fúngicas de la vagina y otras infecciones del sistema reproductor femenino. Otros efectos secundarios pueden incluir cetoacidosis diabética, amputación de extremidades y gangrena de Fournier. No se recomienda el uso de este medicamento durante el embarazo. Es un inhibidor del cotransportador de sodio y glucosa 2  que aumenta la cantidad de glucosa perdida en la orina.
Este medicamento fue aprobada para uso médico en los Estados Unidos en 2017 y en Europa en 2018. En el Reino Unido, cuatro semanas de medicación le costaron al NHS aproximadamente 30  libras esterlinas en 2021. Esta cantidad en Estados Unidos es de 280 USD.